# James Buchanan
 Pentru economistul cu același nume și prenume, vedeți James M. Buchanan.
James Buchanan Jr. (pronunțat /bjuːˈkænən/; n. 23 aprilie 1791, Stony Batter⁠(d), Pennsylvania, SUA – d. 1 iunie 1868, Lancaster, Pennsylvania, SUA) a fost un politician american care a servit ca al 15-lea președinte al Statelor Unite (1857–1861), imediat înainte de Războiul Civil American. Membru al Partidului Democrat, a fost al 17-lea secretar de stat al SUA și avusese mandate în Senat și Camera Reprezentanților înainte de a deveni președinte. 
Buchanan s-a născut la Cove Gap⁠(d), într-o familie de urmași ai unor scoțieni din Ulster. A devenit un important avocat în Lancaster, Pennsylvania, și a obținut nominalizarea pentru Camera Reprezentanților din Pennsylvania⁠(d) ca federalist. În 1820, Buchanan a fost ales în Camera Reprezentanților Statelor Unite, aliniindu-se în cele din urmă la Partidul Democrat al lui Andrew Jackson. După ce a servit drept ministru în Rusia⁠(d) pentru Jackson, Buchanan a fost ales senator din partea statului Pennsylvania. În 1845, a acceptat numirea în funcția de secretar de stat al președintelui James K. Polk. În perioada când Buchanan a fost secretar de stat, Statele Unite s-au extins enorm în urma convenirii asupra Tratatului Oregonului și în urma victoriei în Războiul Americano-Mexican. Din 1853 până în 1856, în timpul președinției lui Franklin Pierce, Buchanan a fost ambasador în Regatul Unit⁠(d). Mare pretendent la nominalizarea drept candidat al partidului său în deceniile anilor 1840 și 1850, Buchanan a obținut în cele din urmă candidatura în 1856, învingându-i pe Pierce și pe senatorul Stephen A. Douglas la Convenția Națională Democrată din 1856⁠(d). Buchanan și candidatul său viceprezidențial, John C. Breckinridge din Kentucky, i-au învins pe republicanul John C. Frémont și pe Know Nothingul Millard Fillmore și a câștigat alegerile din 1856⁠(d).
La scurt timp după ce a fost ales președinte, Buchanan a făcut lobby la Curtea Supremă ca aceasta să ia o decizie largă în cazul Dred Scott v. Sandford, decizie pe care a susținut-o pe deplin ca președinte. S-a aliat cu Sudul în tentativa de a obține admiterea Kansasului în Uniune ca stat sclavagist conform Constituției de la Lecompton⁠(d). În acest proces, i-a îndepărtat atât pe aboliționiștii republicani, cât și pe democrații din Nord, dintre care majoritatea susțineau principiul suveranității populare⁠(d) pentru determinarea statutului sclaviei într-un stat. A fost adesea denumit „Doughface⁠(d)”, denumire aplicată unui nordist cu simpatii sudiste, și a intrat în conflict cu Douglas, liderul facțiunii pentru suveranitatea populară, pentru controlul asupra Partidului Democrat⁠(d). În mijlocul crizei secționale crescânde, națiunea a fost lovită de Panica din 1857⁠(d). Buchanan a indicat în discursul inaugural din 1857 că nu va mai candida pentru un al doilea mandat, și s-a ținut de cuvânt, necandidând pentru realegere la alegerile prezidențiale din 1860. După ce partidul său s-a fragmentat, în mare parte pe linii geografice, Buchanan l-a susținut pe vicepreședintele Breckinridge în fața lui Douglas, care a câștigat cu susținerea majorității democraților din Nord. Candidatul republican, Abraham Lincoln, promovând o platformă ce promitea împiedicarea extinderii sclaviei în toate teritoriile din Vest, i-a învins pe ambii democrați și pe candidatul Partidului Constituțional⁠(d) John Bell și a câștigat alegerile. Ca urmare, șapte state din Sud și-au proclamat secesiunea⁠(d) față de Uniune, ceea ce a condus în cele din urmă la izbucnirea Războiului Civil American. Buchanan considera că secesiunea este ilegală, dar că și declanșarea unui război pentru a o opri este tot ilegală, așa că nu a inițiat o confruntare militară cu statele rebele. Buchanan a susținut Statele Unite în timpul Războiului Civil și s-a apărat public în fața acuzațiilor că el este responsabil pentru război. A murit în 1868 la 77 de ani. Este și ultimul președinte american născut în secolul al XVIII-lea, precum și singurul președinte care nu s-a căsătorit niciodată.
Buchanan aspira să fie un președinte care să ocupe un loc în istorie alături de George Washington fie și doar pentru tendințele sale către neutralitate și imparțialitate. Istoricii îi reproșează însă nerezolvarea problemei sclaviei și a secesiunii statelor din Sud, aducând națiunea în pragul războiului civil. Neputința sa de a aborda partizanii pro-sclavie și anti-sclavie, abrupt divizați, cu un principiu unificator în pragul Războiului Civil a făcut să fie constat clasat de istorici ca unul dintre cei mai slabi președinți⁠(d) din istoria SUA. Istoricii care au participat la un sondaj din 2006 au votat netratarea problemei secesiunii drept cea mai mare greșeală prezidențială făcută vreodată.